# Damse Mokke

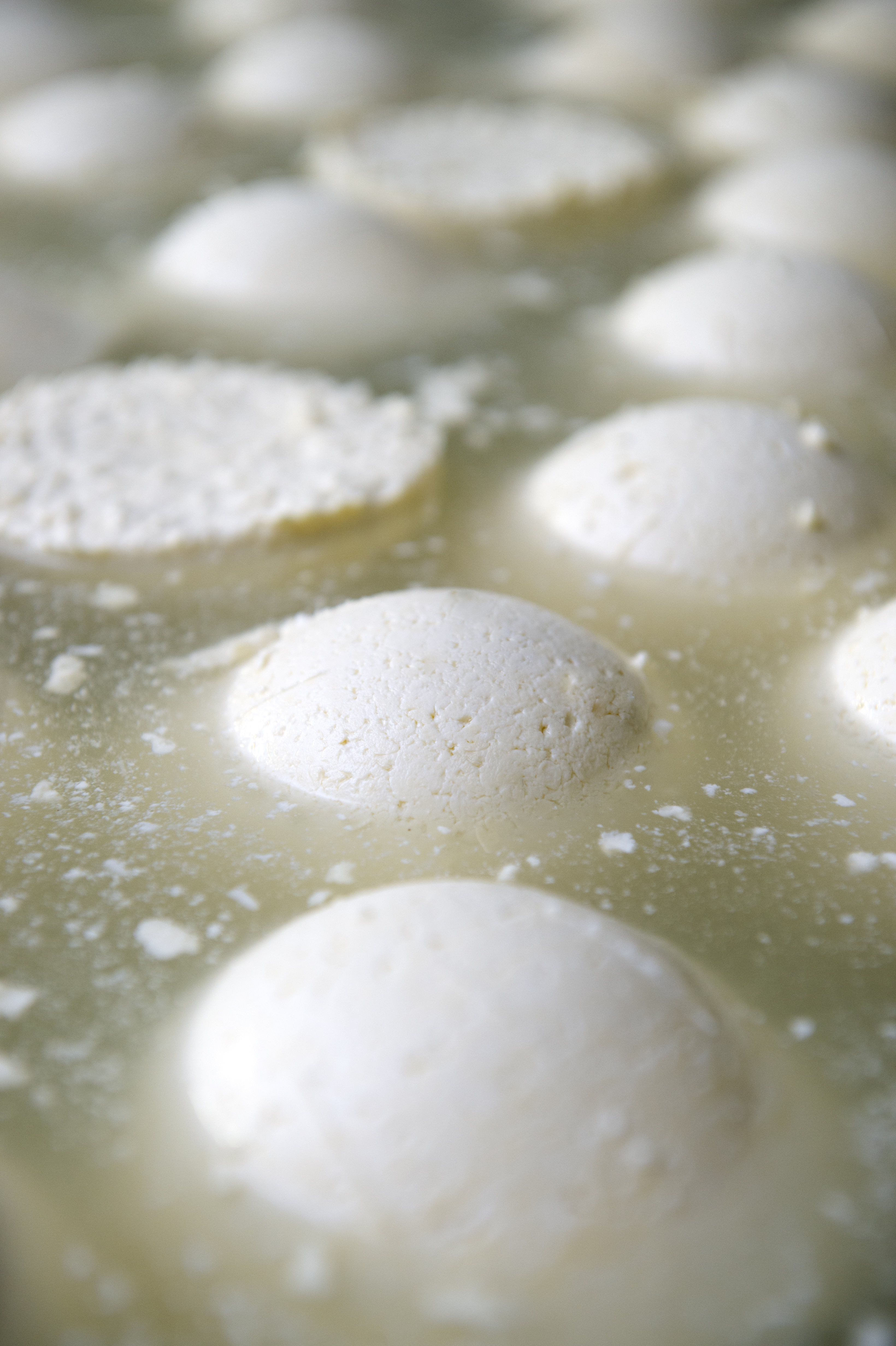

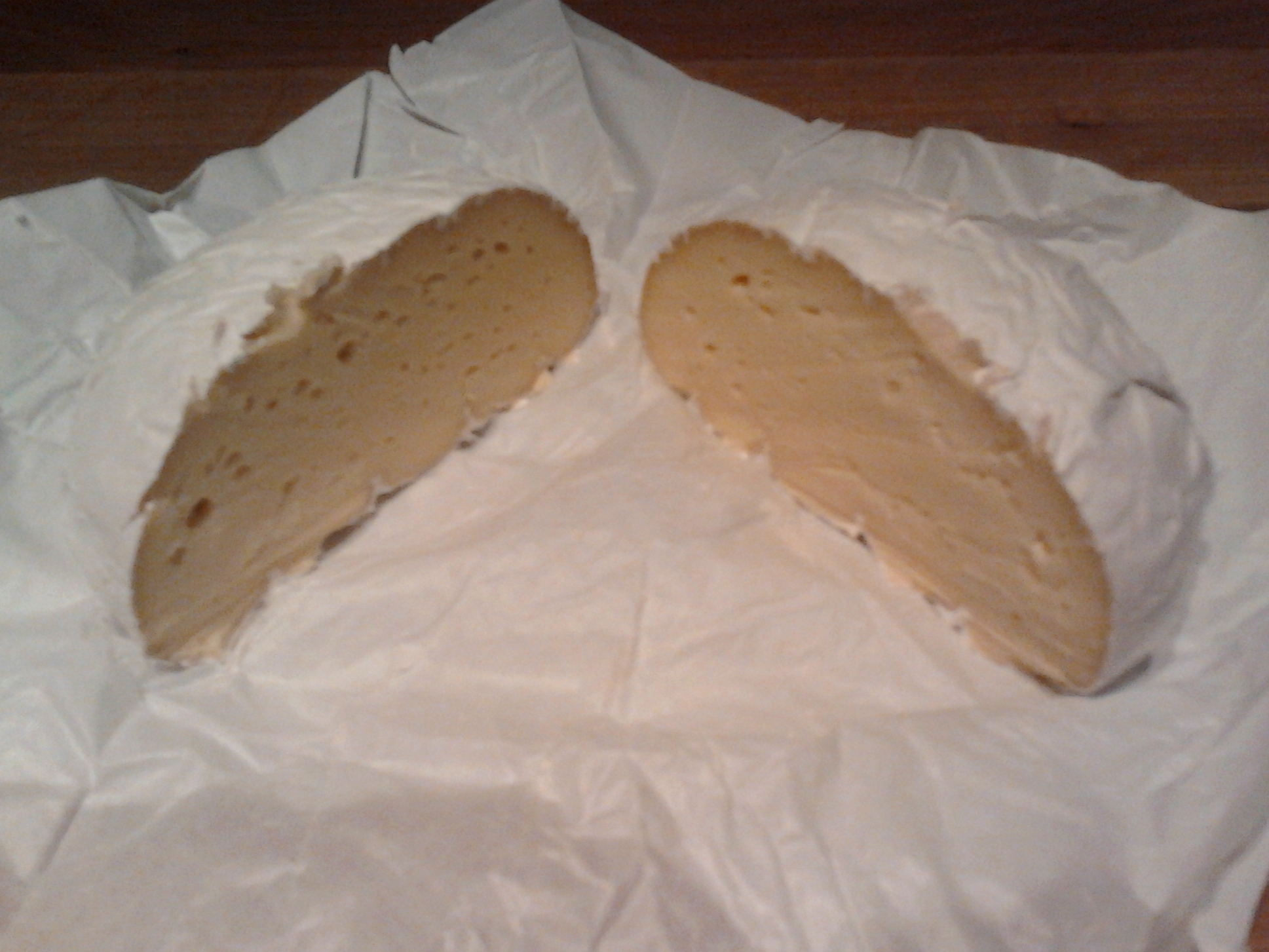
Een doormidden gesneden bol Damse Mokke

Damse Mokke is een zachte witschimmelkaas met een romige, frisse smaak, die gemaakt wordt door Lode Vanhoutte en zijn vrouw Petra in de Damse Kaasmakerij in Sijsele (Damme). De kaas kan worden gegeten bij brood, op een kaasplank of bij het aperitief.
De naam verwijst naar de bolle vorm, die doet denken aan een mok. Mokke is in het West-Vlaams ook een woord voor een mooi meisje.
- Uitzicht: bolvormig, witschimmelkaas
- Diameter: 12 cm
- Bewaring: 1 maand op 4°C.
- Ingrediënten: koemelk, zuursel, stremsel, calcium, zout